# Mertensophryne
Mertensophryne é um gênero de sapos da família Bufonidae, presentes no leste e sul da República Democrática do Congo ao Quênia, Tanzânia, Malawi, sudeste do Zimbabwe e adjacente a Moçambique.Mertensophryne consiste em espécies préviamente alocadas no gênero Stephopaedes e Bufo, com apenas uma única espécie, Mertensophryne micranotis, ocorrendo originalmente no gênero. Ela conta, atualmente, com 14 espécies.

## Espécies
| Nome Binomial e Autor                                 | Nome Comum |
| ----------------------------------------------------- | ---------- |
| Mertensophryne anotis (Boulenger, 1907)               |            |
| Mertensophryne howelli (Poynton and Clarke, 1999)     |            |
| Mertensophryne lindneri (Mertens, 1955)               |            |
| Mertensophryne lonnbergi (Andersson, 1911)            |            |
| Mertensophryne loveridgei (Poynton, 1991)             |            |
| Mertensophryne melanopleura (Schmidt and Inger, 1959) |            |
| Mertensophryne micranotis (Loveridge, 1925)           |            |
| Mertensophryne mocquardi (Angel, 1924)                |            |
| Mertensophryne nairobiensis (Loveridge, 1932)         |            |
| Mertensophryne nyikae (Loveridge, 1953)               |            |
| Mertensophryne schmidti Grandison, 1972               |            |
| Mertensophryne taitana (Peters, 1878)                 |            |
| Mertensophryne usambarae (Poynton and Clarke, 1999)   |            |
| Mertensophryne uzunguensis (Loveridge, 1932)          |            |

## Ligações Externas
- Frost, Darrel R. 2007. Amphibian Species of the World: an Online Reference. Version 5.1 (10 de Outubro de 2007). Mertensophryne[ligação inativa]. Banco de Dados Eletrônico disponível em http://research.amnh.org/herpetology/amphibia/index.php. American Museum of Natural History, New York, USA. (Acessado: 03 de Maio de 2008).
- AmphibiaWeb: Information on amphibian biology and conservation. [web application]. 2008. Berkeley, California: Mertensophryne. AmphibiaWeb, available at http://amphibiaweb.org/. (Acessado: 03 de Maio de 2008).